# Rosendo Porlier y Asteguieta
Rosendo José Antonio Porlier y Asteguieta (Lima, 1 de marzo de 1771-Cabo de Hornos, 1819), destacado marino y militar español del XIX, brigadier de la Real Armada Española.

## Biografía
Nació en la Ciudad de Los Reyes (actual Lima), capital del virreinato del Perú, tercer hijo de Antonio Porlier, fiscal de la Real Audiencia de Lima y de María Josefa de Asteguieta, hija de una hacendada de Mojo. Se le otorgó siendo muy joven la merced del Hábito de la Real y Militar Orden de Santiago.
Sentó plaza de guardiamarina en la compañía del departamento de Cádiz el 28 de enero de 1786. Alférez de Fragata el 13 de enero de 1789, ascendió en 1791 a alférez de Navío. De subordinado navegó en las escuadras del marqués del Socorro y del general Federico Gravina, participando en diferentes combates y practicando el corso. A finales del año se le volvió a ascender a teniente de Fragata.
Participó en las expediciones a Orán y al cabo de Rosas. En 1794 se le ascendió a teniente de Navío, y al año siguiente se le otorgó por méritos de guerra el ascenso a capitán de Fragata.
Tomó parte muy activa en la defensa de la bahía de Cádiz, como ayudante del general Federico Gravina, en 1798, cuando ésta fue atacada por las fuerzas navales británicas al mando de Horacio Nelson, realizando una salida el 6 de febrero de 1798 en persecución de los bloqueadores.
En mayo de 1799 se incorporó en el arsenal de Cartagena a la escuadra francesa del almirante Bruix, con la que realizó la salida para la bahía de Cádiz, continuando luego al puerto de Brest. Poco después, desde Brest transbordó junto con su general al navío Neptuno. Se hicieron a la mar con una flota compuesta de cinco navíos, una fragata y un bergantín, juntándose con la escuadra francesa del almirante Villaret. Prestando escolta y protección en la expedición que transportaba tropas para sofocar la rebelión de la isla de Santo Domingo.
Tomó parte asimismo en las operaciones realizadas en Puerto Príncipe y Guárico, pasando por La Habana y regresando a la península, donde por primera vez en su carrera se le ordenó el desembarque a mediados de 1802. Fue llamado al servicio en 1804, otorgándosele el mando de las fuerzas sutiles del arsenal de Cádiz, aunque en este puesto estuvo poco tiempo.
A principios de 1805, se le ordenó embarcar en el navío de línea Arrogante, que pertenecía a la escuadra combinada, por lo que participó en la expedición a la Martinica y en ella a la recuperación del fuerte de isla Diamante.
Estuvo en el apresamiento de un convoy británico y luchó en el combate del cabo Finisterre, en el que la escuadra combinada hispano-francesa se enfrentó a la británica del almirante Calder el 22 de julio de 1805.
Poco después, a las órdenes del almirante francés Villeneuve, tomó parte en la jornada de Trafalgar como ayudante del general Federico Gravina, formando parte de su plana mayor a bordo del Príncipe de Asturias, donde parece que le acompañaba su sobrino el joven aventurero de Marina, Juan Díaz Porlier, al que había traído consigo después de una estancia del Argonauta en La Habana, ciudad en la que el joven residía en casa de unos familiares. Por su comportamiento demostrado en el referido combate, se le ascendió a capitán de navío.
Concurrió, en el año de 1808, al ataque de las fuerzas sutiles contra la escuadra francesa del almirante Rosily, como jefe de una batería de morteros, consiguiendo la rendición de ésta el 14 de junio.
En la Guerra de Independencia contra la invasión francesa de la península y al mando de la fragata Atocha, apoyó con sus cañones, en diferentes combates, a las fuerzas del ejército en las aguas del Mediterráneo, así como empleándose en inutilizar las baterías enemigas que le hostigaban.
En 1810, pasó a América, al puerto de Veracruz, llevando de viajero a Francisco Xavier Venegas, nuevo virrey de Nueva España, donde tomó parte activa en las guerras de emancipación de aquellas tierras y realizando transportes de plata, gentes y efectos. Una de sus más destacadas actuaciones fue la defensa de la ciudad de Toluca, enfrentándose al ataque realizado por más de 20.000 efectivos. Después se dirigió a la plaza de Tenango y Tenancingo, donde la atacó y se apoderó de ella, defendiéndola después de los insistentes intentos de recuperación por parte de los insurgentes, hasta que fue derrotado por las fuerzas insurgentes en la batalla de Tenancingo el 22 de enero de 1812. Fue tan distinguida su acción y con tan sobresaliente éxito, que acreditó ser un militar entendido y valiente. Regresó a La Habana y entregó el mando de su fragata, volviendo a Cádiz, cubierto de laureles, a fines de 1815.
En virtud de los méritos contraídos en la campaña mexicana y muy especialmente en la batalla de Napotlán, en octubre de 1811, es nombrado Brigadier de la Real Armada el 23 de marzo de 1819, y por Real Orden es designado comandante del navío San Telmo y de las fuerzas navales del Mar del Sur y Apostadero de Lima. El 11 de mayo de 1819, se hizo a la vela desde la bahía de Cádiz, con el navío de su mando, siendo destinado a las fuerzas navales del mar del Sur, navegando junto con el navío Alejandro y la fragata Prueba y el navío mercante Primorosa Mariana.
Los buques estaban en muy mal estado y pronto comenzaron a producirse graves averías. El Alejandro, uno de los navíos podridos adquiridos a Rusia, se vio forzado a regresar a Cádiz, por estar podrido su casco y embarcando mucha agua, cuando se encontraba a la altura del Ecuador.
Prosiguieron viaje el San Telmo y sus dos acompañantes, que sufrieron muy malos tiempos, lo que obligó a que los tres navíos se separaran. Llegó primero al Perú el Primorosa Mariana, y una semana después la fragata Prueba lanzaba el ancla en el puerto de Guayaquil. El comandante y la tripulación expresaron que, al separarse del navío, el 2 de septiembre, éste tenía graves averías en el timón tajamar y verga mayor a causa de los tempestuosos vientos reinantes en el cabo de Hornos.
En un principio y queriendo pensar bien, se suponía que Porlier habría puesto rumbo a Río de Janeiro, por lo que desde allí se estuvo mucho tiempo esperando noticias. Sin embargo, no se volvió a saber del San Telmo y de ninguno de sus 644 tripulantes, que habían sido arrastrados por los vientos, mucho más al sur.
Finalmente, el San Telmo encalla en las costas de la Antártida. Siendo los primeros navegantes en sobrevivir en dicho continente, basando su alimentación en focas. No obstante, y debido a que no estaban preparados para unas condiciones tan adversas, acabarían muriendo todos los tripulantes del San Telmo. 
En la actualidad, hay  placas conmemorativas en honor a este hazaña en: Playa Media Luna, Cabo Shirreff, isla Livingston, Islas Shetland del sur.
En la ciudad de San Fernando (Cádiz), antiguamente denominada Isla de León, existe hoy en el Panteón de Marinos Ilustres una lápida en recuerdo de este marino ubicada en la capilla 5, del lado oeste, que dice:

A la memoria

del Brigadier de la Armada

D. Rosendo Porlier

Muerto en el navío de su mando "San Telmo"

en un naufragio en el cabo de Hornos

1819.